# Funisciurus leucogenys
Espèce
Statut de conservation UICN

 LC  : Préoccupation mineure
Funisciurus leucogenys (nom vernaculaire Funisciure à tête orange) est une espèce de la famille des sciuridés. C'est une sorte d’écureuil arboricole africain qui se distingue par une ligne de taches orange sur les flancs.

## Répartition et habitat
Il est présent au Ghana, au Togo, au Bénin, au Nigeria, au Cameroun, en Guinée équatoriale et en République centrafricaine. Il vit dans les forêts tropicales humides de basse altitude et de montagne.

## Liste des sous-espèces
Selon ITIS (2 mai 2016) :
- Funisciurus leucogenys auriculatus (Matschie, 1891)
- Funisciurus leucogenys leucogenys (Waterhouse, 1842)
- Funisciurus leucogenys oliviae (Dollman, 1911)